# Démis Nikolaïdis
Pour les articles homonymes, voir Nikolaïdis.
Themistoklís Nikolaïdis (en grec : Θεμιστοκλής Νικολαΐδης), ou Démis Nikolaïdis (Ντέμης Νικολαΐδης), né le 17 septembre 1973 à Gießen en Allemagne, est un footballeur international grec évoluant au poste d'attaquant. Il a pris la présidence du club grec AEK Athènes après l'arrêt de sa carrière sportive en 2004. Il démissionne en août 2008 et cède sa place à Georgios Kintis.

## Clubs
Il fut formé en tant que footballeur à l'Ethnikos Alexandroupolis, le club de la ville où il passa sa jeunesse Alexandroúpoli. Repéré par les chasseurs de têtes des clubs professionnels, il intégra l'Apollon Smyrnis, un club d'Athènes à 20 ans. Il attira alors l'attention des autres grands clubs de la capitale : le Panathinaïkos, l'Olympiakos et l'AEK. Il rejoignit ce dernier club avec lequel il remporta trois coupes de Grèce et une super-coupe, mais jamais le championnat. Il marqua 177 but en 266 matches pour son club.
Après s'être querellé avec le propriétaire de l'AEK, il rejoignit l'Atlético de Madrid en 2003. Il fut cependant très souvent blessé et joua peu.

## International
Il commença sa carrière internationale dans l'équipe de Grèce de football en 1995 contre la Russie. Pour protester contre la façon dont se déroulait le championnat grec, il refusa de faire partie de l'équipe nationale entre 1999 et 2002. Malgré ses blessures, il participa à la victoire grecque dans l'Euro 2004.
Démis Nikolaïdis fut sélectionné 54 fois et marqua 17 buts.

## Président de l'AEK
L'AEK était en plein scandale financier et menacé de relégation en 4e division lorsque Nikolaïdis prit sa retraite en 2004 à 31 ans. Il met sur pied un consortium d'hommes d'affaires qui lui permet de reprendre le club avant de démissionner en 2008 à la suite de mauvais résultats.

## Vie privée
Démis Nikolaïdis est marié à la chanteuse grecque à succès Déspina Vandí qui, comme lui, est née en Allemagne et a grandi en Grèce. Ils ont une fille, Melína, née en 2003, et un fils Yórgos, né en août 2007.
Ils ont divorcé en 2021

## Carrière
- 1993-1996 : Apollon Smyrnis ( Grèce)
- 1996-2003 : AEK Athènes ( Grèce)
- 2003-2004 : Atlético de Madrid ( Espagne)

## Palmarès
- Vainqueur du Championnat d'Europe des Nations : 2004 (Grèce).
- Meilleur buteur du Championnat de Grèce : 1999.
- 54 sélections et 17 buts en équipe de Grèce entre 1995 et 2004.